# Station Gilfach Fargoed
Gilfach Fargoed is een spoorwegstation van National Rail in Caerphilly in Wales. Het station is eigendom van Network Rail en wordt beheerd door Transport for Wales. 
Vanwege de zeer korte perrons (16 meter) kunnen reizigers slechts via de voorste deuren van een trein in- en uitstappen.